# Piper PA-28

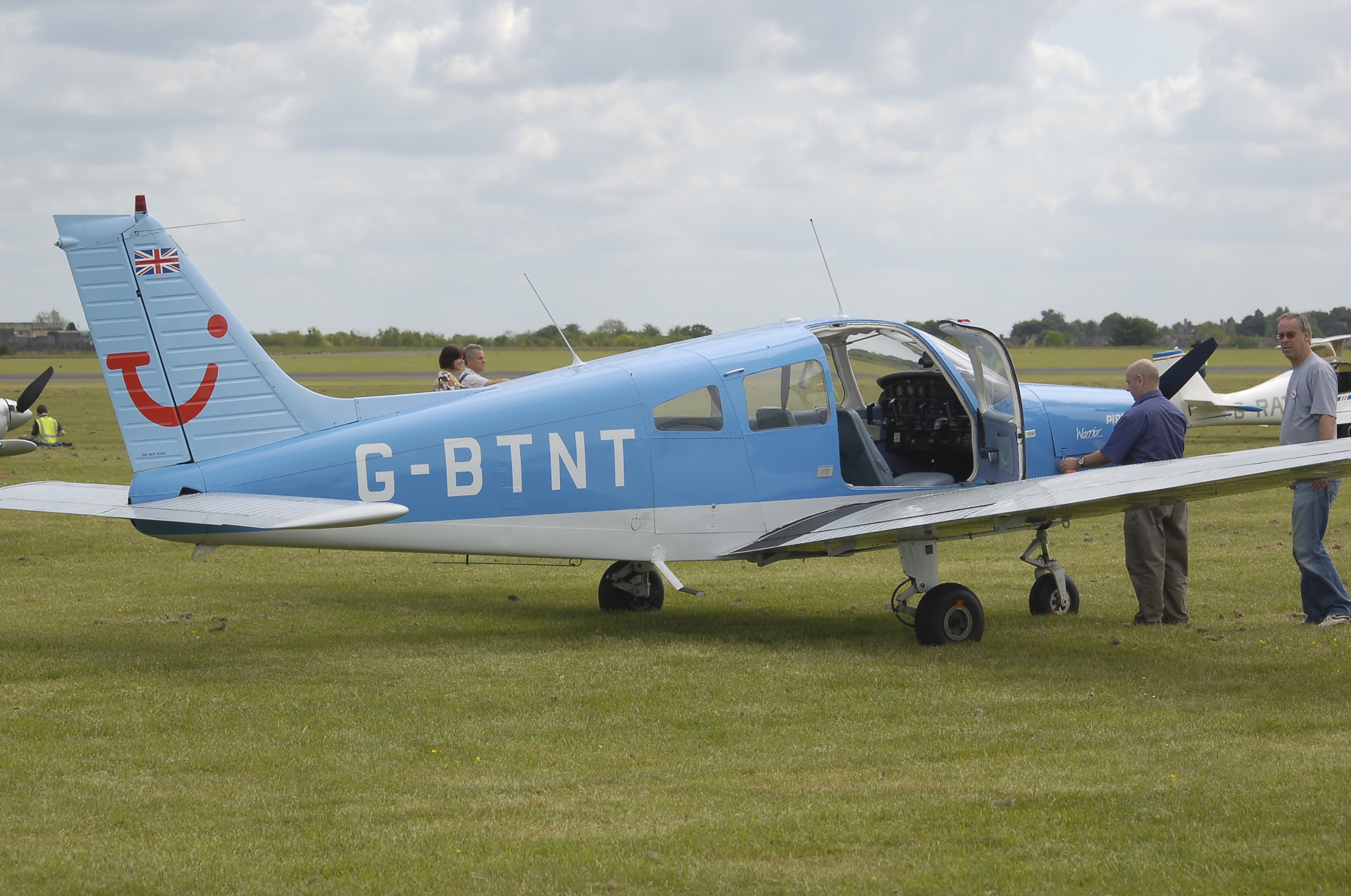
Il PA-28-151, realizzato nel 1976

La serie Piper PA-28 Cherokee è un tipo di aerei da turismo, realizzati dalla statunitense Piper Aircraft Corporation, introdotti negli anni sessanta e ancora in produzione. Sono usati per addestramento, aerotaxi e diporto.
Tutti gli esemplari della serie PA-28 sono interamente metallici, non pressurizzati, da 4 posti, con un singolo motore a pistoni, ad ala bassa e carrello triciclo. Tutti i PA-28 hanno una sola porta sul lato del copilota, cui si accede salendo dall'ala.
Il primo PA-28 fu certificato dalla Federal Aviation Administration nel 1960 e la serie rimane in produzione al 2009. Gli attuali modelli sono l'Arrow e il Warrior III. Il modello Archer è fuori produzione dal 2009, ma grazie all'investimento deciso da Imprimis, nuovo proprietario di Piper, è stato rimesso in produzione nel 2010.
I concorrenti della serie PA-28 sono il Cessna 172, la serie dei Grumman American AA-5 e il Beechcraft Musketeer.
All'interno della famiglia dei Cherokee si possono scegliere motori dai 140 ai 300 cavalli (150-220 kW), anche sovralimentati, carrello fisso o retrattile, elica a passo fisso o variabile e fusoliera allungata per accogliere sei persone. La variante a sei posti del PA-28 è generalmente nota come PA-32; questa versione inizialmente era conosciuta come "Cherokee Six" e una versione del PA-32 è ancora oggi in produzione sotto il nome Saratoga.

## Storia
Quando fu introdotta la famiglia Cherokee, il modello di punta della Piper, completamente metallico e monomotore, era il Piper PA-24 Comanche, più grande e veloce, con carrello retrattile ed elica a passo variabile. Karl Bergey, Fred Weick e John Thorp progettarono il Cherokee come alternativa meno costosa al Comanche, con costi inferiori per materiale e costruzione, per competere con il Cessna 172; successivamente comunque le serie Cherokee adottarono anch'esse il carrello retrattile e l'elica a passo variabile.
Destinati a diversi segmenti di mercato, Cherokee e Comanche rimasero entrambi in produzione per circa un decennio, finché la produzione del Comanche non terminò nel 1972 e fu sostituito dalla famiglia Saratoga (Piper PA-32R).

### Il primo PA-28 Cherokee
I primi membri della famiglia Cherokee furono il Cherokee 150 e il Cherokee 160 (PA-28-150 e PA-28-160), la cui produzione iniziò nel 1961 (se non diversamente indicato, il numero del modello è sempre riferito alla potenza in cavalli).
L'attuale modello Warrior è il discendente del Cherokee 160.
Nel 1962, la Piper aggiunse il Cherokee 180 (PA-28-180) con un motore Lycoming O-360 da 180 cavalli (134 kW). La potenza superiore permetteva di volare effettivamente con tutti e 4 i posti occupati (dipendeva anche dal peso dei passeggeri e dal carburante imbarcato) e il modello rimane molto popolare nel mercato degli aerei usati. Nel 1968, la cabina fu modificata e fu sostituito il controllo del motore "push-pull" con il controllo a leve. Inoltre fu aggiunto un terzo finestrino da entrambi i lati, dando alla fusoliera un aspetto più moderno, così come appare nella versione attuale.
L'attuale modello Archer è il discendente del Cherokee 180.

### PA-28-235
La Piper continuò rapidamente ad espandere la famiglia PA-28. Nel 1963, la casa introdusse il più potente Cherokee 235 (PA-28-235), valido concorrente del Cessna 182 per capacità di carico. Il Cherokee 235 aveva un motore Lycoming O-540 depotenziato a 235 cavalli (173 kW) e un'ala più lunga, che fu usata per il futuro Cherokee Six. Aveva anche serbatoi "tip-tank" collocati alle estremità alari con una capacità di 17 galloni ciascuno; la capacità totale di carburante del Cherokee 235 è dunque 84 galloni.. Nel 1973 la fusoliera fu allungata, creando più spazio per le gambe dei passeggeri posteriori; inoltre fu aumentata l'area degli stabilizzatori. Sempre nel 1973 il nome fu cambiato da "235" a "Charger". Nel 1974 fu cambiato di nuovo in "Pathfinder". La produzione del Pathfinder continuò fino al 1977. Nel 1978 non ci fu un nuovo modello, mentre nel 1979 l'aereo fu fornito di ala Piper trapezoidale e fu ribattezzato "Dakota".

### PA-28-140 Cherokee 140

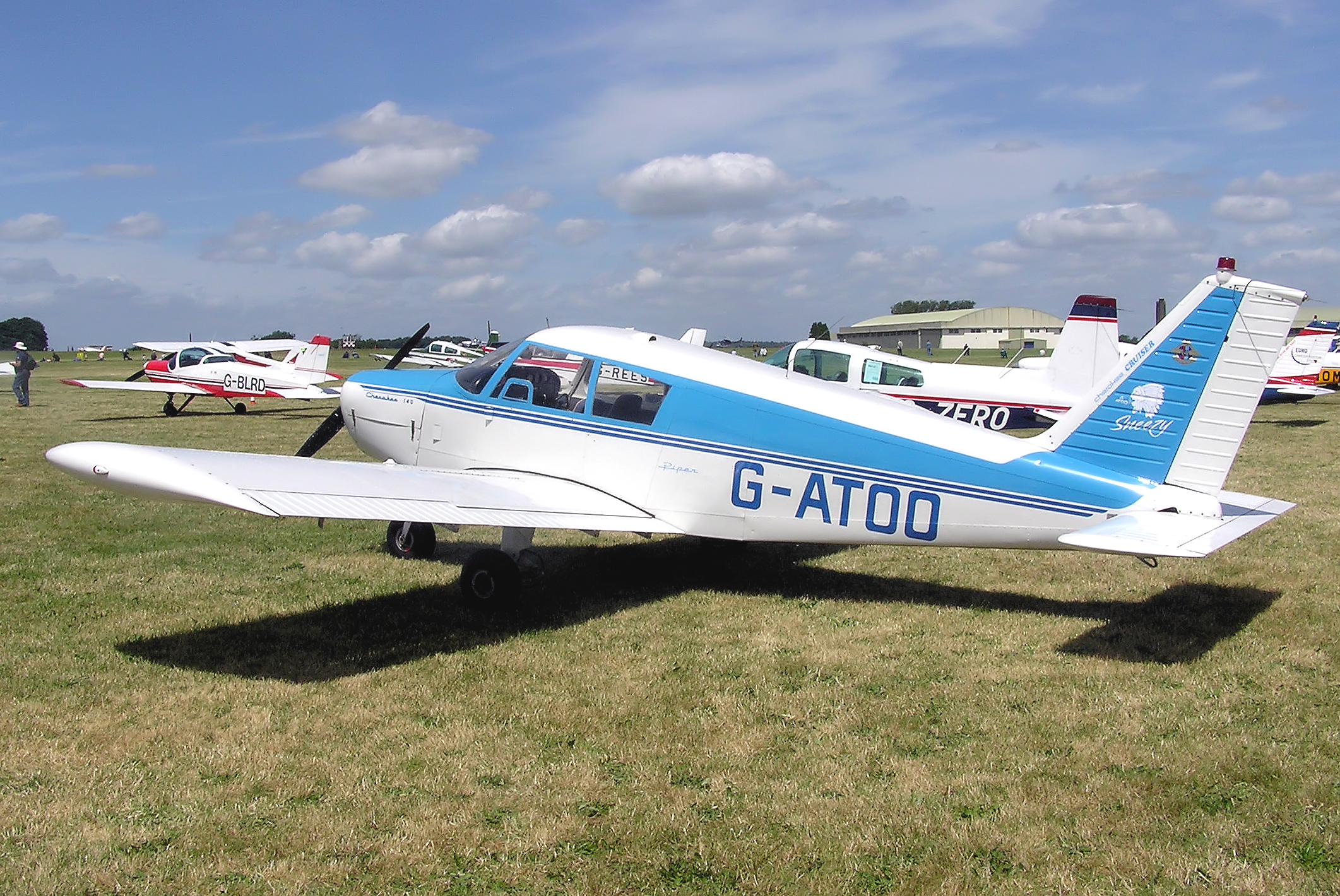
PA-28-140, costruito nel 1966

Nel 1964 la Piper allargò la famiglia verso il basso con il Cherokee 140 (PA-28-140), progettato per l'addestramento e dotato inizialmente di soli 2 posti. Nonostante il fatto che il motore del PA-28-140 venne leggermente modificato poco dopo la produzione per raggiungere 150 cavalli (112 kW), nel nome rimase il "140".

### PA-32
Nel 1965, la Piper sviluppò il Piper Cherokee Six (PA-32) partendo dal progetto del PA-28. Aveva una fusoliera allungata con un posto per il pilota e cinque posti per i passeggeri.

### Il PA-28R-180 e il PA-28R-200 Arrow

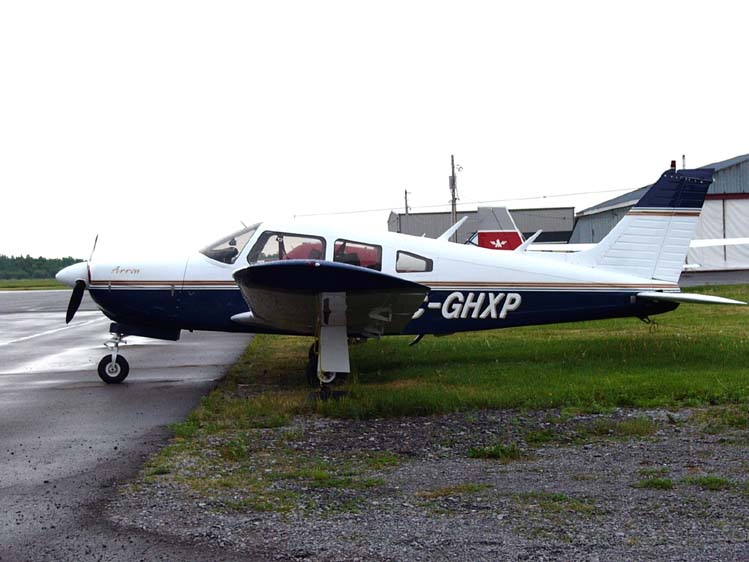
Il Piper PA-28R-200 Cherokee Arrow mostra il portellone per il carrello retrattile

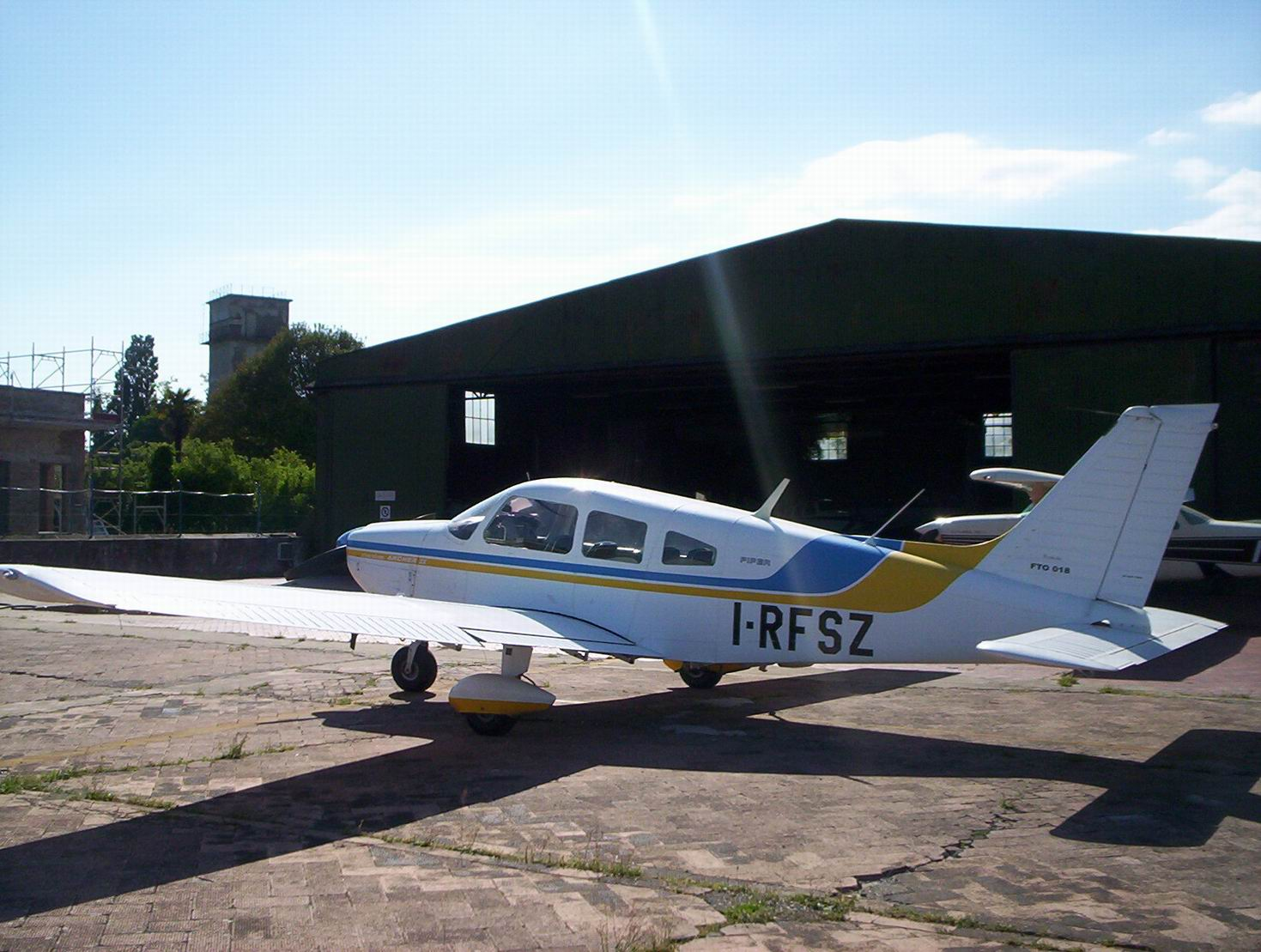
Piper PA-28-181 Archer II, immatricolato I-RFSZ, un tempo appartenente all'aeroclub di Venezia.

Nel 1967, la Piper introdusse il PA-28R-180 Cherokee Arrow. Questo aereo aveva un'elica a passo variabile, carrello retrattile e motore Lycoming IO-360-B1E da 180 cavalli (134 kW). Nel 1969 fu commercializzato il modello PA-28R-200 dotato di motore Lycoming IO-360-C1C da 200 cavalli (149 kW). Il modello da 180 cavalli fu messo fuori produzione nel 1971. Quando il modello Arrow fu presentato, la Piper eliminò il Cherokee 150 e il Cherokee 160 dalla produzione.
Il modello Arrow II entrò in produzione nel 1972. Era caratterizzato da una fusoliera più lunga di cinque pollici per aumentare lo spazioa a disposizione dei passeggeri posteriori.
Nel 1977, la Piper introdusse il modello Arrow III (PA-28R-201), dotato di ala semi-trapezoidale e di stabilizzatori più lunghi, una caratteristica di progetto che fu introdotta precedentemente nel PA-28-181 e che migliorava la manovrabilità a bassa velocità. Era inoltre dotato di serbatoio maggiorato, con capacità aumentata da 50 a 77 galloni. Il primo modello turbocompresso, il PA-28R-201T, fu presentato anch'esso nel 1977. Era dotato di un motore Continental TSIO-360-F a sei cilindri con turbocompressore Rajay. Come optional veniva fornita un'elica a tre pale.
Nel 1979, il modello Arrow fu ridisegnato (PA-28RT-201 Arrow IV), dotato di coda a "T", in modo da assomigliare agli altri aerei della linea Piper dell'epoca.

### Il PA-28-140 Cherokee Cruiser 2+2
Nel 1971, la Piper rilasciò una variante del Cherokee chiamata Cherokee Cruiser 2+2.
Nonostante il nome del modello contenesse "140", in realtà aveva un motore da 150 cavalli (112 kW), e fu usato principalmente come una versione 4 posti.
Nel 1973, il Cherokee 180 venne chiamato Cherokee Challenger; aveva una fusoliera leggermente allungata e le ali più larghe. Il Cherokee 235 venne chiamato Charger; aveva modifiche simili.
Nel 1974, la Piper cambiò i nomi di nuovo: il Cruiser 2+2 (140) divenne semplicemente Cruiser, il Challenger divenne Archer (PA-28-181), e il Charger (235) divenne Pathfinder.

### Il PA-28-151 Cherokee Warrior
La Piper reintrodusse il Cherokee 150 nel 1974, ribattezzandolo Cherokee Warrior (PA-28-151) dando alla fusoliera la forma dell'Arrow e una nuova ala "semi-trapezoidale".

### Il PA-28-236 Dakota
Nel 1977, la Piper bloccò la produzione del Cruiser (140) e del Pathfinder (235) ma introdusse un nuovo aereo da 235 cavalli (175 kW), il Dakota (PA-28-236), basato sul Cherokee 235, sul Charger e sul Pathfinder ma con delle nuove ali "semi-trapezoidali".

### Il PA-28-201T Turbo Dakota
Il PA-28-201T Turbo Dakota fu introdotto dopo il PA-28-236 Dakota nel 1979. La forma del velivolo era essenzialmente quella dell'Arrow III con carrello fisso ed aveva un motore Continental TSIO-360-FB turbocompresso da 200 cavalli (149 kW). L'aereo non vendette molto e la sua produzione terminò nel 1980.

### Il PA-28-161 Cherokee Warrior II
Nel 1978, la Piper modificò il Warrior portando la potenza a 160 cavalli (119 kW), cambiando il suo nome in Cherokee Warrior II. Era dotato di coperture aerodinamiche delle ruote migliorate. I modelli futuri del Warrior II, prodotti dopo luglio 1982, avevano un peso lordo di 2440 libbre, portando il peso utile a 900 libbre. Questo stesso aereo, adesso disponibile con una cabina di vetro, con il nome di Warrior III, ed è venduto come un aereo da addestramento.

### La produzione Brasiliana ed Argentina
I PA-28 furono prodotti su licenza in Brasile come Embraer EMB-711A e EMB-711C Corisco (PA-28R-200), EMB-711B (PA-28R-201), EMB-711T (PA-28RT-201) e EMB-711ST Corisco Turbo (PA-28RT-201T) ed EMB-712 Tupi (PA-28-181).
La produzione argentina fu invece portata a termine dalla Chincul SA di San Juan. La Chincul SA fabbricò 960 aerei tra il 1972 e il 1995, compresi il Cherokee Archer, Dakota, Arrow, Turbo Arrow.

### La New Piper Aircraft
La compagnia Piper Aircraft dichiarò bancarotta nel 1991. Nel 1995 fu creata la New Piper Aircraft, che riprese il nome di Piper Aircraft nel 2006. Attualmente, la compagnia produce una sola variante del PA-28: l'Archer III con motore da 180 hp (134 kW).

## Caratteristiche di progetto

### Progetto alare
Originariamente, tutti i Cherokees avevano ali rettangolari a corda costante, popolarmente chiamate Hershey Bar perché assomigliavano alla barretta di cioccolato Hershey.
A partire dal Warrior del 1974, la Piper creò un profilo alare più sottile, il NACA 652-415, e un'apertura alare di 2 piedi maggiore.
Entrambe le varianti di ali dei 2 Cherokee hanno un'angolazione variabile: l'angolo di attacco dell'ala aumenta avvicinandosi alla fusoliera, invece che arrivare perpendicolare al corpo dell'aereo.
I dati relativi a lunghezza della corsa di decollo, velocità di crociera, lunghezza di pista necessaria per l'atterraggio dei Cherokee a pari potenza e tipi di ala differenti sono molto simili e le differenze presenti tra modelli successivi ad ali trapezoidali è attribuibile a fattori non riguardanti il progetto delle ali (carenatura e giunture).
Il progetto di ala "Hershey Bar" non è molto peggiore dell'ala "trapezoidale" e in alcuni casi presenta vantaggi, come riportato dal progettista del Piper Cherokee, John Thorp: "Le ali 'trapezoidali' tendono a stallare verso l'estremità, riducendo l'efficienza degli alettoni e aumentando la probabilità di trasformare una rollata in un avvitamento."
Come spiega ulteriormente Peter Garrison: "Per prevenire lo stallo all'estremità, i progettisti hanno previsto nella parte esterna delle ali trapezoidali dei profili alari più angolati, profili d'attacco allargati o abbassati, slot e slat fissi o automatici e, più comunemente, un profilo svergolato. Il problema con queste modifiche è che tutte aumentano la resistenza all'aria, annullando i benefici che si potrebbero ottenere con l'ala trapezoidale."

### Controlli di volo e flap
Per la famiglia dei Cherokee la Piper utilizzò la loro configurazione tradizionale dei controlli. La coda orizzontale è uno stabilizzatore con un movimento servo assistito da una linguetta (a volte nominata come linguetta anti-bilanciamento). La levetta anti-bilanciamento si muove nella stessa direzione del movimento dello stabilizzatore, facendo diventare più "pesante" il controllore di picchiata quando lo stabilizzatore si muove fuori dalla sua posizione di trim. I flap possono estendersi a 40º ma sono considerati più piccoli e meno efficaci di quelli di un Cessna 172. Normalmente i flap a 25º vengono impiegati per un decollo corto o a campo-leggero. Gli alettoni, i flap, gli stabilizzatori e i trim sono controllati tramite cavi e pulegge.
Nella cabina, tutti i Cherokee usano manette di controllo piuttosto che le barre, accoppiate ai pedali del timone.
Il pilota opera i flap manualmente utilizzando una grande leva posizionata tra i seggiolini frontali: a 0° la leva è parallela al pavimento e viene tirata in alto per selezionare le posizioni di 10º, 25º e 40º.
I flap possono essere anche tenuti manualmente ad un angolo leggermente superiore i 40º che sono disponibili nell'ultimo fermo.
I Cherokee più vecchi usavano una gru per il trim dello stabilizzatore (correttamente chiamata come linguetta anti servo) mentre gli ultimi utilizzano una ruota dentata sul pavimento tra i seggiolini frontali, appena dietro la leva dei flap.
Tutti i Cherokee hanno una leva dei freni sotto il lato del pilota del pannello. I freni differenziali sui pedali del timone erano opzionali per i primi Cherokee e diventarono standard sui modelli successivi.
Alcuni dei primi Cherokee usavano manopole di controllo per la potenza, miscela e passo dell'elica (dove esistente), mentre gli ultimi Cherokee usavano un insieme di due o tre leve di controllo nel quadrante della manetta.
Normalmente i Cherokee includevano una manopola per il trim del timone che in realtà controlla un insieme di leve che agivano sul pedale del timoni piuttosto che una linguetta esterna di trim sul timone; in altre parole, il trim sulla superficie viene fatto controllando la tensione piuttosto che aerodinamicamente.

## Utilizzatori

### Militari
Indonesia
- Tentara Nasional Indonesia Angkatan Laut

5 Archer DX consegnati a dicembre 2019. Ulteriori 3 PA-28-181 consegnati che hanno portato a 8 gli esemplari in servizio al marzo 2023.
 Nicaragua
- Forza aerea dell'Esercito nicaraguense

2 PA-28-235 consegnati.

## Incidenti
Il 9 settembre 1969, il volo Allegheny Airlines 853 entrò in collisione con un Piper PA-28-181 Archer sopra la città di Fairland (Indiana), provocando la morte di tutti i passeggeri di entrambi gli aerei.
Il 31 agosto 1986, il volo Aeroméxico 498 entrò in collisione con un Piper PA-28-181 Archer sopra la città di Cerritos, provocando la morte di tutti i passeggeri di entrambi gli aerei oltre a 15 persone a terra. Fu il peggior disastro aereo della storia di Los Angeles.
Il 27 gennaio 1979 un Piper Pa-28 Warrior, marche di registrazione I-GENN precipitò su una montagna vicino a La Spezia. Le motivazioni furono attribuite al mal tempo. A bordo trovarono la morte il proprietario del velivolo, Rizieri Valgiusti, imprenditore di 61 anni, bolognese di nascita ma residente a Palermo e il Pilota Ernesto Amicarelli.

## Specifiche del (PA-28-161 Warrior II, 1982-)

### V speeds
Quando una sola velocità è indicata si applica al peso massimo lordo al decollo (2440 lb/1107 kg). Quando viene indicato una rosa di opzioni, la velocità più bassa si applica a peso vuoto (1531 lb/694 kg) e la più alta al peso massimo lordo.
- VR (no flaps, rotazione): 45-55 kias (83–102 km/h)
- VR (25° flaps, rotazione): 40-52 kias (74–96 km/h)
- VX (no flaps, miglior angolo di salita): 63 kias (117 km/h)
- VX (25° flaps, salita ripida o miglior angolo di salita): 44-57 kias (82–106 km/h)
- VY (velocità di salita rapida): 79 kias (146 km/h)
- VA (manovrabilità): 88-111 kias (163–206 km/h)
- VNO (massima velocità di crociera): 126 kias (233 km/h)
- VNE (da non superare mai): 160 kias (296 km/h)
- VFE (flaps estesi): 103 kias (191 km/h)
- VREF (no flaps, approccio): 70 kias (130 km/h)
- VREF (40° flaps, approccio): 63 kias (117 km/h)(2440 lb/1107 kg)
- VS (stallo, pulito): 50 kias (93 km/h)
- VS0 (stallo, flaps 40°): 44 kias (82 km/h)
- VEmax (max. efficienza): 73 kias (135 km/h)

## Velivoli simili
- Beechcraft Musketeer
- Cessna 172 Skyhawk
- Cessna 177 Cardinal
- Cessna 182 Skylane
- Diamond DA40
- Socata TB
- Grumman AA-5 Traveller, Cheetah, e Tiger